# Olallamys albicauda
Olallamys albicauda är en däggdjursart som först beskrevs av Albert Günther 1879.  Olallamys albicauda ingår i släktet Olallamys och familjen lansråttor. IUCN kategoriserar arten globalt som otillräckligt studerad. Inga underarter finns listade i Catalogue of Life.
Artepitet i det vetenskapliga namnet är latin och betyder "vit svans".
Arten når en kroppslängd (huvud och bål) av 15 till 18 cm och en svanslängd av 25,5 till 26 cm. Den liknar Olallamys edax men är mindre. Kännetecknande för den population som hittades först är svansens färg med en mörkare främre del (samma färg som ovansidan) och en vit spets. 1914 upptäcktes individer med helt brunaktig svans. De beskrevs av J. A. Allen som ny art (Olallamys apolinari) men taxonet listas i nyare avhandlingar som synonym. Olallamys albicauda skiljer sig även i tändernas och skallens konstruktion från Olallamys edax. Svansen hos den senare är nästan helt vit.
Denna gnagare förekommer med två populationer i Colombias bergstrakter. Arten vistas i regioner som ligger 2800 till 3200 meter över havet. Habitatet utgörs av bergsskogar med bambu som undervegetation.
Exemplaren klättrar i träd och bygger ett näste i trädkronan. Där vilar upp till tre individer tillsammans. Arten jagas bland annat av krabbätarräven.
Beståndet hotas av skogarnas omvandling till jordbruksmark och samhällen. Populationsstorleken är okänd. IUCN kategoriserar arten globalt som otillräckligt studerad.